# Ana Laura Aláez
Ana Laura Aláez (Bilbao, 1964) és una de les artistes contemporànies de més renom a Espanya. Es defineix com una "arquitecta d'emocions", ja que transforma tota la seva vida en art, plasmant els seus sentiments directament a l'obra. Una de les seves primeres obres fou exposada a l'Espai 10 de la Fundació Joan Miró de Barcelona l'any 1992, en una mostra on hi participà el també basc Alberto Peral.

## Biografia
Aláez es va donar a conèixer al públic el 1992 amb l'exposició Superficie a l'Espai 10 de la Fundació Joan Miró. En aquesta mostra va presentar tres objectes (Catwoman, Pantalón preservativo i Mujeres en zapatos de plataforma), entre el vessant popular i la crítica de gènere, en la línia de les performances dels anys setanta.
És fundadora, amb César Rey i Daniel Holc, del projecte Geometrical Life de disseny d'espais. També és la veu de Girls on Film i col·labora amb el músic Ascii.disko. L'any 2003 va publicar el llibre Flúor, on presenta fotografies acompanyades per textos, on desenvolupava les seves inquietuds estètiques més grans.

## Obra
El seu treball és una investigació i recerca contínua de mitjans d'expressió nous. A les seves obres mostra una preocupació especial per l'espai i la recerca de la identitat personal a partir d'aquestes. També ha estat destacada en altres ciutats com Tokio, Madrid, Berlín, París, Milán i Londres.

## Exposicions destacades
Selecció:
- 2007

Unknowns. Mapping Contemporary Basque Art, Museu Guggenheim de Bilbao
K-stains, Casa Asia, Barcelona
Lab Project, Museu de Sharjah, Emirats Àrabs Units
Marie's story, Space C*, Seül
- 2006

Architecture of sound, Museu del Banco de la República, Bogot
Bambi, Mercat de La Boqueria, Barcelona
- 2005

Goodbye horses (kiss the frog - the art of transformation), Museu Nacional d'Art, Arquitectura i Disseny, Oslo
K-stains, Ambaixada espanyola a Seül
Cosmo Cosmetic, Space C*, Seül
She is in fashion, Bilbao (projecte efímer)
Black metal/pink t-shirt, Galeria Moisés Pérez de Albéniz, Pamplona
- 2004

Superficiality, Biennal de Corea
Hell disco, Taidemuseo Tennispalatsi, Hèlsinki, Centre de cultura espanyola de Mèxic
Signale der Kleidung, Centre d'art contemporani, Podewil, Berlín
- 2003

Beauty cabinet prototype, Palais de Tokyo, París
The Royal Trip, PS1, MoMA, Nova York
- 2002

Sound recording room, Hamburger Bahnhof Museum, Berlín
Brothel, Kiosko Alfonso, La Corunya
- 2001

Brothel, Centre d'Art Santa Mònica
Dance & Disco, Arena Gallery, Chicago
Pink Room, Liquid Sky, Sain room, Biennal de Venècia
- 2000

Dance & Disco, Espacio Uno, Museu Reina Sofia
Liquid Sky, Biennal de Buenos Aires
- 1999

Project Room, Arco’99
Brothel, Galeria Juana de Aizpuru, Madrid; Kunstmuseum Bonn; Museum Moderner Kunst Stiftung Ludwig, Viena; Pusan Metropolitan Art Museum (Corea)
- 1998

Prototype studio for an artist of the new millennium, Biennal de Pontevedra
- 1997

She astronauts, Sala Montcada, Barcelona
She in the outer space, Biennal d'Istanbul
- 1996

Krystal y attyla, Área II, Rekalde, Bilbao
- 1992

Surface, Espai 13, Fundació Joan Miró

## Publicacions
- Aláez, Ana Laura. Ana Laura Aláez: using your guns..  León: MUSAC, Museo de Arte Contemporáneo de Castilla y León, 2008. ISBN 9788881586752.
- Arell, Berndt (comissari). Fuck art, let's dance. Ana Laura Aláez.  Madrid: Sociedad Estatal para la Acción Cultural Exterior, 2004. ISBN 8496008681.
- Martínez, Rosa; Arakistain, Xabier. She astronauts. 1a ed..  Barcelona: Fundació "la Caixa", 1997. ISBN 8476645791.
- Sáenz de Gorbea, Xabier (ed.); Blanch, Teresa. Ana Laura Aláez. 1a ed..  Vitoria-Gasteiz: Eusko Jaurlaritzaren Argitalpen Zerbitzu Nagusia = Servicio Central de Publicaciones del Gobierno Vasco, 1997. ISBN 8445711881.